# Greg Abbott
Gregory Wayne Abbott, detto Greg (Wichita Falls, 13 novembre 1957), è un politico, avvocato e giurista statunitense, governatore del Texas dal 2015 ed in precedenza procuratore generale dello stesso stato dal 2002 al 2015. Abbott è membro del Partito Repubblicano.

## Biografia
Abbott è nato a Wichita Falls, nel Texas. Sua madre, Doris Lacău Jacks, era una casalinga di origini rumene della regione della Dobrugia e suo padre, Calvin Roger Abbott, era un agente immobiliare. All'età di 6 anni si trasferisce con la famiglia a Longview, a est del Texas. Dopo aver incominciato la scuola media, lui e la sua famiglia si trasferiscono a Duncanville, nella contea di Dallas. Al secondo anno di liceo, suo padre muore per un arresto cardiaco e la madre decide di seguire le orme del marito, diventando un'agente immobiliare.
Diplomatosi alla Duncanville High School, nel 1981 entra nel mondo della politica e intraprende i suoi studi all'Università di Austin, dove diventa membro della confraternita Delta Tau Delta e del club dei Giovani Repubblicani. Nel 1984 consegue la laurea J.D. all'Università di Nashville, nel Tennessee. Nel 1984 rimase vittima di un incidente, nel quale una grossa quercia crollò su di lui mentre faceva jogging durante una tempesta. A seguito dell’incidente divenne paraplegico ed è tutt’oggi costretto in sedia a rotelle.

### Carriera giudiziaria
La sua carriera ha inizio a Houston, dove ha servito come giudice di Stato presso la corte distrettuale per tre anni. Nel 1995 l'allora governatore del Texas George W. Bush nomina Abbott alla Corte Suprema del Texas, il quale è stato poi eletto alla più alta Corte di Stato. Manterrà questa carica fino al 2001.

### Governatore del Texas
Il 14 luglio 2013 Abbott presentò la sua candidatura come governatore del Texas per il Partito Repubblicano in vista delle elezioni del 2014, dopo che l'allora governatore Rick Perry aveva rinunciato a ricandidarsi per un quarto mandato. Dopo aver pesantemente sconfitto i suoi avversari alle primarie del 2014, il successivo 4 novembre venne eletto con quasi il 60% dei voti, sconfiggendo di ben 21 punti la candidata democratica Wendy Davis.
Si ricandida per un secondo mandato alle elezioni del 2018, dove viene rieletto con il 55,4% dei voti battendo la democratica Lupe Valdez.
Abbott si è candidato per un terzo mandato nel 2022 affrontando sfidanti all'interno del suo stesso partito, tra cui l'ex presidente del Partito Repubblicano del Texas Allen West e Don Huffines. Il 1º marzo ha vinto le primarie con oltre il 66% dei voti. È stato sfidato dal candidato democratico, l'ex membro della Camera dei rappresentanti degli Stati Uniti Beto O'Rourke. Abbott ha sconfitto O'Rourke alle elezioni, diventando il quinto governatore del Texas alla guida dello stato per tre mandati, dopo Allan Shivers, Price Daniel, John Connally e Rick Perry.

## Vita privata
Abbott, cattolico, è sposato dal 1981 con Cecilia Phalen, insegnante e figlia di immigrati messicani. I due si sono sposati a San Antonio nel 1981 ed hanno una figlia adottata, Audrey.